# Rodolfo Coelho Cavalcante
Rodolfo Coelho Cavalcante (Rio Largo, 1919 — Salvador da Bahia, 1987) foi um cordelista e editor de folhetos populares brasileiro.
Aos 13 anos de idade deixou a casa paterna e percorreu todo o interior dos estados de Alagoas, Sergipe, Ceará, Piauí e Maranhão como propagandista, palhaço de circo e camelô. Fixando-se em Salvador desde 1945, escreveu suas histórias em versos e militou no jornalismo. Era membro fundador da Associação de Imprensa Periódica da Bahia e filiado à Associação Baiana de Imprensa. Trovador entusiasta, fundou A voz do trovador e O trovador e Brasil poético, órgãos do movimento trovadoresco.
Idealizou e realizou muitos movimentos visando à união dos cantadores. Em julho de 1955, com Manuel d'Almeida Filho e outros expoentes da poesia popular, realizou o 1º Congresso Nacional de Trovadores e Violeiros, ocasião em que foi fundada a Associação Nacional de Trovadores e Violeiros, hoje Grêmio Brasileiro de Trovadores, com sede em Salvador.Sua obra é extensa e das mais variadas.
Morreu atropelado em frente à casa em que residia no bairro da Liberdade, em Salvador.

## Obra

### Folhetos lançados pelaEditora Luzeiro
- A chegada de Lampião no céu
- ABC dos namorados, do amor, do beijo, da dança
- História do príncipe formoso
- O mundo vai se acabar
- Quem ama mulher casada não tem a vida segura

### Outros títulos de destaque
- A moça que bateu na mãe e virou cachorra
- ABC do Carnaval
- ABC da macumba
- O drama do comandante